# دنيس غيليسبي
دنيس غيليسبي (بالإنجليزية: Dennis Gillespie)‏ (8 يناير 1936 في المملكة المتحدة - 5 يونيو 2001) هو لاعب كرة قدم بريطاني في مركز الهجوم. لعب مع دندي يونايتد ونادي بريتشين سيتي ودالاس تورنايدو ونادي ألوا أثليتيك ورابطة كرة القدم الاسكتلندية الحادية عشر ‏.

## وصلات خارجية
- دنيس غيليسبي على موقع عالم كرة القدم.نت (الإنجليزية)